# Rosa d'Or Ateneu Popular
Rosa d'Or Ateneu Popular és un edifici del municipi de Caldes d'Estrac (Maresme) inclòs en l'Inventari del Patrimoni Arquitectònic de Catalunya. Edifici modernista de cantonada de planta baixa i dues plantes. La planta baixa acull el mercat municipal.

## Descripció
Edifici en cantonada. L'any 1918 es transformà en Mercat. Actualment hi ha apartaments en les dues plantes superiors. Es tracta d'una construcció modernista uniformitzada pel color, però de la que destaca el tractament del totxo a la façana. Al primer pis hi ha un balcó corregut que també recorre la cantonada.

## Història
Genís Carbó comprà el terreny i hi va fer construir un edifici per a realitzar-hi ball i teatre. El cedí a l'agrupació Rosa d'Or, de caràcter catalanista i anticaciquista. A l'edifici també hi feien activitats els "Amigos de la Juventud", de tipus cultural.
Anys després la "Rosa d'Or" s'establí al carrer Santema, 6 i l'edifici es convertí en mercat municipal l'any 1918. Posteriorment la planta superior es destinà a habitatges particulars.